# Jogos Centro-Americanos e do Caribe de 2018
Os Jogos Centro-Americanos e do Caribe de 2018 foram a vigésima terceira edição do evento multiesportivo realizado a cada quatro anos, organizados pela Organização Desportiva Centro-Americana e do Caribe (ODECABE) e Comité Olímpico Colombiano (COC) e celebrados entre 19 de julho a 3 de agosto.
Pela primeira vez seis territórios caribenhos participaram dos Jogosː Martinica, Guadalupe, Curaçao, Guiana Francesa, 
Sint Maarten, além das Ilhas Turcas e Caicos. A sede principal foi Barranquilla, na Colômbia, que pela segunda vez sediou os jogos, a primeira ocorreu em 1946. Foram subsedes as cidades de Cali, a capital colombiana Bogotá e vários municípios do Departamento do Atlântico.

## Cidades-sede
A candidatura de Quetzaltenango foi a única apresentada oficialmente para organização do evento e a ODECABE aprovou por unanimidade em 29 de outubro de 2012 na Assembleia Geral nas Ilhas Cayman.
Em dezembro de 2013 o Comitê Olímpico da Guatemala renunciou a sede, quatro dias antes de mudar a junta diretiva, alegando falta de orçamento para cumprir os compromissos da organização do evento.
No dia 7 de maio de 2014, o Comité Olímpico da Guatemala encaminhou uma carata a ODECABE exigindo a organiozação dos jogos,mas, em 12 de maio de 2014, a referida entidade descartou tal possibilidade
Na sequência três cidades apresentaram candidatura para sediar os jogosː
Em 30 de abril de 2014, data limite para inscrição de candidaturas para realização dos jogos, e no dia 8 de maio de 2014 a comissão avaliadora visitou Barranquilla;
No dia 12 de maio de 2014, a comissão avaliadora visitou a Cidade do Panamá;
Na data de 27 de maio de 2014 a comissão avaliadora visitou Puerto La Cruz;
Em 11 de junho de 2014, ocorreu a eleição da sede dos Jogos Centro-Americanos e do Caribe de 2018.

#### Candidaturas oficiais
- Cidade do Panamá, Panamá: no dia 31 de março de 2014, o então Presidente do Panamá, Ricardo Martinelli, divulgou publicamente que estava autorizando e apoiando a candidatura panamenha.[13] Caso ganhasse o direito de sediar o evento, seria a terceira vez em solo panamenho sendo as duas primeiras em 1938 e em 1970. O Panamá conta com mais de 17 mil apartamentos em hotéis, o Centro de Convenções do Amador estava em construção com mais de 20 mil metros quadrados, além do recém terminado metrô, o primeiro da América Central, do Aeroporto Internacional Tocumen em plena expansão e pronto para receber 20 milhões de passareiros por ano, com economia em crescimento;

- Barranquilla, Colômbia: à época, a prefeita desta cidade, Elsa Noguera de la Espriella, bem como o Secretário de Esportes, Juan Herrera Olaya, lançaram sua candidatura para sede dos jogos. A prefeita declarouː "Esta cidade está vivendo seu melhor momento, é a cidade do presente e do futuro, estamos preparados para buscar a sede dos Jogos Centro-Americanos. A experiência como sede das eliminatórias da Copa do Mundo FIFA de 2018, nos deixou muito experiência, já que éramos o melhor lugar da América do Sul para se viver e depois de muitos anos Barranquilla merece uma competição desta magnitude".[14]

- Puerto La Cruz, Venezuela: em 30 de maio de 2014, as autoridades locais anunciaram que a cidade iria se candidatar. Durante o evento de lançamento da candidatura, o vice-ministro dos Esportes venezuelano à época chegou a declarar: "Tanto o Governo como nossos amigos do Comitê Olímpico sonhamos com estes dias de vitória para Venezuela, que mostram do que os venezuelanos são capazes de fazer".[15] As edições de 1959 e 1998 foram realizadas respectivamente em Caracas e em Maracaibo.

#### Candidaturas descartadas
- Cali, Colômbia: antes que o processo de escolha fosse reaberto, a cidade que havia sediado com sucesso os Jogos Mundiais de 2013 e o Campeonato Mundial de Ciclismo em Pista de 2014 enviou uma petição formal a ODECABE para organizar o evento, no caso de Quetzaltenango não cumprisse as exigências para tal finalidade, tendo em vista que os cenários desportivos estavam concluidos e em perfeito estado, enquanto os de Quetzaltenango estavam com retardo neste aspecto.[16] No entanto, um processo de seleção interna foi feito pelo Comitê Olímpico Colombiano (COC) e Cali acabou perdendo para Barranquilla. Como compensação, Cali foi designada uma das subsedes do evento, com o Velódromo Alcides Nieto Patiño sediando os eventos do ciclismo de pista, além dos eventos do boliche, pentatlo moderno, remo e a canoagem.[17]

### Votação
O processo eleitoral foi realizado no hotel Fiesta Americana em Veracruz, México, durante a Assembleia Geral da ODECABE.
| Assembleia da ODECABE 11 de junho de 2014, Veracruz, México |         |         |         |         |         |         |         |
| Cidade                                                      | Votação | Votação | Votação | Votação | Votação | Votação | Votação |
| Barranquilla                                                | 4       | 5       |         |         |         |         |         |
| Cidade do Panamá                                            | 4       | 4       |         |         |         |         |         |
| Puerto La Cruz                                              | 1       | X       |         |         |         |         |         |

## Sedes
| Esporte              | Modalidade           | Gênero | Sede                                   | Cidade              |
| -------------------- | -------------------- | ------ | -------------------------------------- | ------------------- |
| Aquáticos            | Águas abertas        | M/F    | Puerto Velero                          | Tubará              |
| Aquáticos            | Salto ornamental     | M/F    | Complexo Aquático                      | Barranquilla        |
| Aquáticos            | Natação              | M/F    | Complexo Aquático                      | Barranquilla        |
| Aquáticos            | Nado sincronizado    | F      | Complexo Aquático                      | Barranquilla        |
| Aquáticos            | Polo aquático        | M/F    | Complexo Aquático                      | Barranquilla        |
| Atletismo            | Atletismo            | M/F    | Estádio Metropolitano Roberto Meléndez | Barranquilla        |
| Atletismo            | Marcha               | M/F    | Avenida del Río                        | Barranquilla        |
| Atletismo            | Maratón              | M/F    | Avenida del Río                        | Barranquilla        |
| Badminton            | Badminton            | M/F    | Coliseo Los Fundadores                 | Barranquilla        |
| Basquetebol          | Quadra               | M      | Coliseo Elías Chewing                  | Barranquilla        |
| Basquetebol          | Quadra               | F      | Coliseo Elías Chewing                  | Barranquilla        |
| Basquetebol          | Basquete 3x3         | M/F    | Plaza de la Paz                        | Barranquilla        |
| Handebol             | Handebol             | M/F    | Coliseo Colegio Altamira               | Barranquilla        |
| Beisebol             | Beisebol             | M      | Estadio Édgar Rentería                 | Barranquilla        |
| Boliche              | Boliche              | M/F    | Coliseo de Bolos                       | Cali                |
| Boxe                 | Boxe                 | M/F    | Salón Jumbo Country Club               | Barranquilla        |
| Canoagem             | Velocidade           | M/F    | Embalse del Calima                     | Cali                |
| Ciclismo             | Pista                | M/F    | Velódromo Alcides Nieto Patiño         | Cali                |
| Ciclismo             | Estrada              | M/F    | Vía 40 y Cali Cri                      | Barranquilla & Cali |
| Ciclismo             | Montanha             | M/F    | Pista Pelicano                         | Puerto Colombia     |
| Ciclismo             | BMX                  | M/F    | Grees Caribe Juan Mina                 | Barranquilla        |
| Hipismo              | Adestramento         | M/F    | Escuela de Equitación                  | Bogotá              |
| Hipismo              | Salto                | M/F    | Escuela de Equitación                  | Bogotá              |
| Hipismo              | Porta Completa       | M/F    | Escuela de Equitación                  | Bogotá              |
| Esgrima              | Esgrima              | M/F    | Centro de Eventos del Caribe           | Barranquilla        |
| Esquí aquático       | Esquí aquático       | M/F    | Club Coomeva                           | Cali                |
| Futebol              | Futebol              | M      | Estadio Romelio Martínez               | Barranquilla        |
| Futebol              | Futebol              | F      | Estadio Moderno Julio Torres           | Barranquilla        |
| Ginástica            | Artística            | M/F    | Centro de Eventos del Caribe           | Barranquilla        |
| Ginástica            | Rítmica              | F      | Centro de Eventos del Caribe           | Barranquilla        |
| Ginástica            | Trampolim acrobático | M/F    | Centro de Eventos del Caribe           | Barranquilla        |
| Golfe                | Golfe                | M/F    | Cancha del Country Club                | Barranquilla        |
| Hóquei               | Hóquei               | M      | Unidad Deportiva Pibe Valderrama       | Barranquilla        |
| Hóquei               | Hóquei               | F      | Unidad Deportiva Pibe Valderrama       | Barranquilla        |
| Judô                 | Judô                 | M/F    | Coliseo Colegio Marymount              | Barranquilla        |
| Karatê               | Karatê               | M/F    | Coliseo Colegio Marymount              | Barranquilla        |
| Levantamento de peso | Halterofilia         | M/F    | Coliseo Chelo De Castro                | Barranquilla        |
| Luta                 | Grecorromana         | M      | Coliseo Chelo De Castro                | Barranquilla        |
| Luta                 | Livre                | M/F    | Coliseo Chelo De Castro                | Barranquilla        |
| Patinação            | Pista                | M/F    | Patinódromo Villa Santos               | Barranquilla        |
| Patinação            | Patinação artística  | M/F    | Pista Bosques del Norte                | Barranquilla        |
| Pentatlo moderno     | Pentatlo moderno     | M/F    | Club Campestre                         | Cali                |
| Raquetebol           | Raquetebol           | M/F    | Parque de Raquetas La Castellana       | Barranquilla        |
| Remo                 | Remo                 | M/F    | Embalse del Calima                     | Cali                |
| Rugby                | Rugby de Sete        | M/F    | Estadio Moderno Julio Torres           | Barranquilla        |
| Softbol              | Softbol              | M      | Estadio Pequeñas Ligas                 | Barranquilla        |
| Softbol              | Softbol              | F      | Estadio Pequeñas Ligas                 | Barranquilla        |
| Squash               | Squash               | M/F    | Club Campestre                         | Cali                |
| Taekwondo            | Taekwondo            | M/F    | Coliseo Colegio Marymount              | Barranquilla        |
| Tênis                | Tênis                | M/F    | Parque de Raquetas La Castellana       | Barranquilla        |
| Tênis de mesa        | Tênis de mesa        | M/F    | Centro de Eventos del Caribe           | Barranquilla        |
| Tiro com arco        | Tiro com arco        | M/F    | Estadio Puerto Colombia                | Puerto Colombia     |
| Tiro desportivo      | Tiro desportivo      | M/F    | Club de Tiro Deportivo Barranquilla    | Barranquilla        |
| Triatlo              | Triatlo              | M/F    | Puerto Velero                          | Tubará              |
| Vela                 | Vela                 | M/F    | Puerto Velero                          | Tubará              |
| Voleibol             | Quadra               | F      | Coliseo Humberto Perea                 | Barranquilla        |
| Voleibol             | Quadra               | M      | Coliseo Humberto Perea                 | Barranquilla        |
| Voleibol             | Praia                | M/F    | Playas de Puerto Colombia              | Puerto Colombia     |

## Organização
Em 28 de março de 2015]] foi anunciado que o período escolhido para a realização dos Jogos foi o de 20 de julho a 3 de agosto. A cerimônia de abertura foi realizada no dia de 19 de julho. O custo estimado do evento será de 250 000 000 dólares.

## Mascote

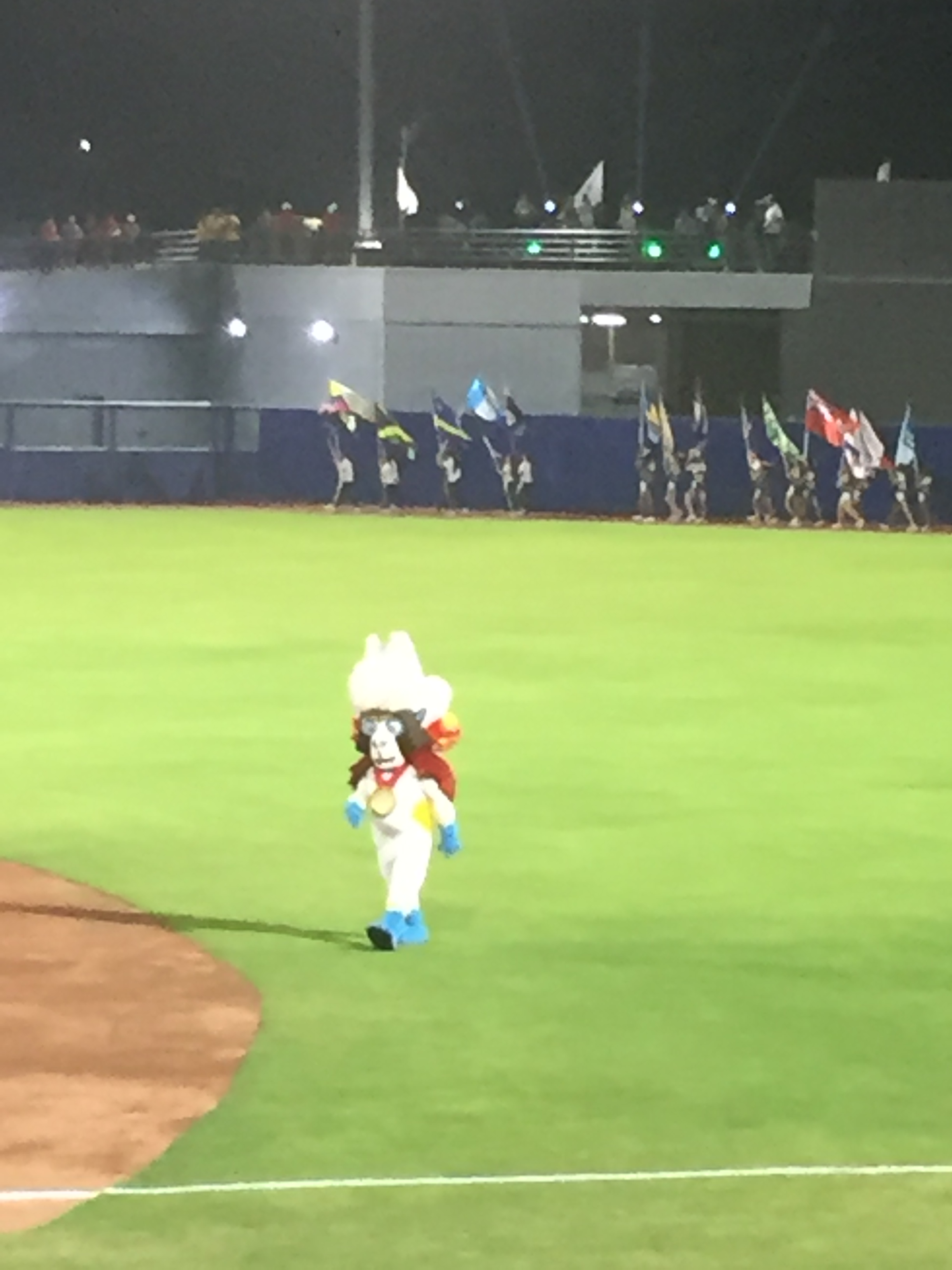
Baqui na inauguração do Estadio Édgar Rentería.

A mascote do evento foi "Baqui", um saguim-cabeça-de-algodão, espécie que é encontrada em florestas tropicais do noroeste da Colômbia.

## Modalidades
As modalidades integrantes da edição foram:
- Atletismo (detalhes)
- Badminton (detalhes)
- Basquetebol: (detalhes)
  -  Basquetebol
  -  Basquetebol 3x3
- Beisebol (detalhes)
- Boliche (detalhes)
- Boxe (detalhes)
- Canoagem (detalhes)
- Caratê (detalhes)
- Ciclismo: (detalhes)
  -  Ciclismo de pista
  -  Ciclismo de estrada
  -  Ciclismo de montanha
  -  BMX
- Esportes aquáticos:

- -  Nado sincronizado (detalhes)
  -  Natação (detalhes)
  -  Natação de águas abertas (detalhes)
  -  Polo aquático (detalhes)
  -  Saltos ornamentais (detalhes)
- Esgrima (detalhes)
- Futebol (detalhes)
- Ginástica: (detalhes)
  -  Trampolim acrobático
  -  Ginástica artística
  -  Ginástica rítmica
- Golfe (detalhes)
- Handebol (detalhes)
- Halterofilismo (detalhes)
- Hipismo (detalhes)
- Hóquei sobre a grama (detalhes)
- Judô (detalhes)
- Lutas (detalhes)
- Pelota basca (detalhes)
- Pentatlo moderno (detalhes)
- Patinação sobre rodas: (detalhes)
  -  Patinação artística
  -  Patinação de velocidade
- Raquetebol (detalhes)
- Remo (detalhes)
- Rugby sevens (detalhes)
- Softbol (detalhes)
- Squash (detalhes)
- Taekwondo (detalhes)
- Tênis (detalhes)
- Tênis de mesa (detalhes)
- Tiro (detalhes)
- Tiro com arco (detalhes)
- Triatlo (detalhes)
- Vela (detalhes)
- Voleibol (detalhes,detalhes)
- Voleibol de praia (detalhes,detalhes)

## Países participantes
Em itálico os territórios que estrearam nessa edição e em negrito o país anfitrião:
| Países / Territórios Participantes |                          |                      |
| Antígua e Barbuda                  | Aruba                    | Bahamas              |
| Barbados                           | Belize                   | Bermudas             |
| Colômbia                           | Costa Rica               | Cuba                 |
| Curaçau                            | Dominica                 | El Salvador          |
| Granada                            | Guadalupe                | Guatemala            |
| Guiana                             | Guiana Francesa          | Haiti                |
| Honduras                           | Ilhas Caimã              | Turcas e Caicos      |
| Ilhas Virgens Americanas           | Ilhas Virgens Britânicas | Jamaica              |
| Martinica                          | México                   | Nicarágua            |
| Panamá                             | Porto Rico               | República Dominicana |
| São Cristóvão e Neves              | São Vicente e Granadinas | Santa Lúcia          |
| São Martinho                       | Suriname                 | Trinidad e Tobago    |
| Venezuela                          |                          |                      |

## Calendário
| Julho/Agosto           | 19 Qui | 20 Sex | 21 Sáb | 22 Dom | 23 Seg | 24 Ter | 25 Qua | 26 Qui | 27 Sex | 28 Sáb | 29 Dom | 30 Seg | 31 Ter | 1 Qua | 2 Qui | 3 Sex | Eventos |
| ---------------------- | ------ | ------ | ------ | ------ | ------ | ------ | ------ | ------ | ------ | ------ | ------ | ------ | ------ | ----- | ----- | ----- | ------- |
| Cerimônias             | CA     |        |        |        |        |        |        |        |        |        |        |        |        |       |       | CE    |         |
| Atletismo              |        |        |        |        |        |        |        |        |        |        |        |        |        |       |       |       | 47      |
| Badminton              |        |        |        |        |        |        |        |        |        |        |        |        |        |       |       |       | 6       |
| Basquetebol            |        |        |        |        |        |        |        |        |        |        |        |        |        |       |       |       | 2       |
| Basquetebol 3x3        |        |        |        |        |        |        |        |        |        |        |        |        |        |       |       |       | 2       |
| Beisebol               |        |        |        |        |        |        |        |        |        |        |        |        |        |       |       |       | 1       |
| Boliche                |        |        |        |        |        |        |        |        |        |        |        |        |        |       |       |       | 10      |
| Boxe                   |        |        |        |        |        |        |        |        |        |        |        |        |        |       |       |       | 15      |
| Canoagem               |        |        |        |        |        |        |        |        |        |        |        |        |        |       |       |       | 12      |
| Caratê                 |        |        |        |        |        |        |        |        |        |        |        |        |        |       |       |       | 12      |
| Ciclismo de montanha   |        |        |        |        |        |        |        |        |        |        |        | '      |        |       |       |       | 2       |
| Ciclismo de pista      |        |        |        |        |        |        |        |        |        |        |        |        |        |       |       |       | 20      |
| Ciclismo em estrada    |        |        |        |        |        |        |        |        |        |        |        |        |        |       |       |       | 4       |
| Ciclismo BMX           |        |        |        |        |        |        |        |        |        |        |        |        |        |       |       |       | 2       |
| Esgrima                |        |        |        |        |        |        |        |        |        |        |        |        |        |       |       |       | 12      |
| Esqui aquático         |        |        |        |        |        |        |        |        |        |        |        |        |        |       |       |       | 6       |
| Futebol                |        |        |        |        |        |        |        |        |        |        |        |        |        |       |       |       | 2       |
| Ginástica artística    |        |        |        |        |        |        |        |        |        |        |        |        |        |       |       |       | 14      |
| Ginástica rítmica      |        |        |        |        |        |        |        |        |        |        |        |        |        |       |       |       | 9       |
| Ginástica de trampolim |        |        |        |        |        |        |        |        |        |        |        |        |        |       |       |       | 4       |
| Golfe                  |        |        |        |        |        |        |        |        |        |        |        |        |        |       |       |       | 2       |
| Halterofilismo         |        |        |        |        |        |        |        |        |        |        |        |        |        |       |       |       | 32      |
| Handebol               |        |        |        |        |        |        |        |        |        |        |        |        |        |       |       |       | 2       |
| Hipismo                |        |        |        |        |        |        |        |        |        |        |        |        |        |       |       |       | 9       |
| Hóquei em campo        |        |        |        |        |        |        |        |        |        |        |        |        |        |       |       |       | 2       |
| Judô                   |        |        |        |        |        |        |        |        |        |        |        |        |        |       |       |       | 18      |
| Lutas                  |        |        |        |        |        |        |        |        |        |        |        |        |        |       |       |       | 18      |
| Nado sincronizado      |        |        |        |        |        |        |        |        |        |        |        |        |        |       |       |       | 7       |
| Natação                |        |        |        |        |        |        |        |        |        |        |        |        |        |       |       |       | 42      |
| Patinação sobre rodas  |        |        |        |        |        |        |        |        |        |        |        |        |        |       |       |       | 13      |
| Pentatlo moderno       |        |        |        |        |        |        |        |        |        |        |        |        |        |       |       |       | 5       |
| Polo aquático          |        |        |        |        |        |        |        |        |        |        |        |        |        |       |       |       | 2       |
| Raquetebol             |        |        |        |        |        |        |        |        |        |        |        |        |        |       |       |       | 6       |
| Remo                   |        |        |        |        |        |        |        |        |        |        |        |        |        |       |       |       | 11      |
| Rugby de sete          |        |        |        |        |        |        |        |        |        |        |        |        |        |       |       |       | 2       |
| Saltos ornamentais     |        |        |        |        |        |        |        |        |        |        |        |        |        |       |       |       | 10      |
| Softbol                |        |        |        |        |        |        |        |        |        |        |        |        |        |       |       |       | 2       |
| Squash                 |        |        |        |        |        |        |        |        |        |        |        |        |        |       |       |       | 7       |
| Taekwondo              |        |        |        |        |        |        |        |        |        |        |        |        |        |       |       |       | 21      |
| Tênis                  |        |        |        |        |        |        |        |        |        |        |        |        |        |       |       |       | 7       |
| Tênis de mesa          |        |        |        |        |        |        |        |        |        |        |        |        |        |       |       |       | 7       |
| Tiro                   |        |        |        |        |        |        |        |        |        |        |        |        |        |       |       |       | 34      |
| Tiro com arco          |        |        |        |        |        |        |        |        |        |        |        |        |        |       |       |       | 10      |
| Triatlo                |        |        |        |        |        |        |        |        |        |        |        |        |        |       |       |       | 5       |
| Vela                   |        |        |        |        |        |        |        |        |        |        |        |        |        |       |       |       | 10      |
| Voleibol               |        |        |        |        |        |        |        |        |        |        |        |        |        |       |       |       | 2       |
| Voleibol de praia      |        |        |        |        |        |        |        |        |        |        |        |        |        |       |       |       | 2       |
| Total de eventos       | -      | -      | -      | -      | -      | -      | -      | -      | -      | -      | -      | -      | -      | -     | -     | -     | 470     |
| Julho                  | 19 Qui | 20 Sex | 21 Sáb | 22 Dom | 23 Seg | 24 Ter | 25 Qua | 26 Qui | 27 Sex | 28 Sáb | 29 Dom | 30 Seg | 31 Ter | 1 Qua | 2 Qui | 3 Sex | Eventos |

## Quadro de medalhas
País-sede destacado
| Ordem | País                         | Medalha de ouro | Medalha de prata | Medalha de bronze | Total |
| ----- | ---------------------------- | --------------- | ---------------- | ----------------- | ----- |
| 1     | MEX México                   | 132             | 118              | 91                | 341   |
| 2     | CUB Cuba                     | 102             | 72               | 68                | 242   |
| 3     | COL Colômbia                 | 79              | 94               | 97                | 270   |
| 4     | VEN Venezuela                | 34              | 48               | 73                | 155   |
| 5     | DOM República Dominicana     | 25              | 29               | 53                | 107   |
| 6     | GUA Guatemala                | 21              | 22               | 41                | 84    |
| 7     | PUR Porto Rico               | 20              | 29               | 38                | 87    |
| 8     | JAM Jamaica                  | 12              | 4                | 11                | 27    |
| 9     | TTO Trinidad e Tobago        | 9               | 8                | 13                | 30    |
| 10    | BAH Bahamas                  | 4               | 2                | 1                 | 7     |
| 11    | PAN Panamá                   | 3               | 5                | 5                 | 13    |
| 12    | ESA El Salvador              | 2               | 5                | 11                | 18    |
| 13    | ARU Aruba                    | 2               | 1                | 6                 | 9     |
| 14    | BAR Barbados                 | 2               |                  | 4                 | 6     |
| 15    | CRC Costa Rica               | 1               | 6                | 19                | 26    |
| 16    | IVB Ilhas Virgens Britânicas | 1               | 1                | 1                 | 3     |
| 17    | SUR Suriname                 | 1               |                  | 1                 | 2     |
| 18    | LCA Santa Lúcia              | 1               |                  |                   | 1     |
| 19    | BER Bermudas                 |                 | 2                | 1                 | 3     |
| 20    | HON Honduras                 |                 | 1                | 5                 | 6     |
| 21    | SKN São Cristóvão e Neves    |                 | 1                | 1                 | 2     |
| 22    | GRN Granada                  |                 | 1                |                   | 1     |
|       | HAI Haiti                    |                 | 1                |                   | 1     |
| 24    | NCA Nicarágua                |                 |                  | 9                 | 9     |
| 25    | CAY Ilhas Cayman             |                 |                  | 3                 | 3     |
| 26    | ANT Antígua e Barbuda        |                 |                  | 1                 | 1     |
|       | GLP Guadalupe                |                 |                  | 1                 | 1     |
|       | GUY Guiana                   |                 |                  | 1                 | 1     |
|       | ISV Ilhas Virgens Americanas |                 |                  | 1                 | 1     |
|       | MTQ Martinica                |                 |                  | 1                 | 1     |
| TOTAL | TOTAL                        | 451             | 450              | 557               | 1 458 |